# La Nueva Reforma, San Luis Potosí
La Nueva Reforma är en ort i Mexiko.   Den ligger i kommunen Rayón och delstaten San Luis Potosí, i den centrala delen av landet, 280 km norr om huvudstaden Mexico City. La Nueva Reforma ligger 1 017 meter över havet och antalet invånare är 132.
Terrängen runt La Nueva Reforma är huvudsakligen kuperad, men norrut är den bergig. Terrängen runt La Nueva Reforma sluttar österut. Runt La Nueva Reforma är det ganska glesbefolkat, med 21 invånare per kvadratkilometer. Närmaste större samhälle är Tamasopo, 5,4 km öster om La Nueva Reforma. I omgivningarna runt La Nueva Reforma växer huvudsakligen savannskog.